# Прњавор (Горњи Милановац)
Прњавор је насеље у Србији у општини Горњи Милановац у Моравичком округу. Према попису из 2022. било је 112 становника. Удаљено је 17 км од Горњег Милановца и поред пута је за Крагујевац. Налази се на јужним падинама планине Рудник, у Горњој Гружи, на надморској висини од 350 до 500 м и површини од 816 ха.
Овде се налазе Стари споменици на сеоском гробљу у Прњавору (општина Горњи Милановац).

## Историја
Село Прњавор се у средњем веку звало Купиново, по купинама којих је било много и које су се добро рађале. Пред наиласком Турака цело село се иселило. За време турске окупације село се звало Горња Враћевшница. Под тим именом забележено је у турском попису 1525. године. Тада је имало 10 домова. Под именом Прњавор први пут се појављује 1806. године, из чега се може закључити да је село било метох манастира Враћевшница. Већина становништва се 1809. године доселила из Старог Влаха.
Прњавор се првобитно налазио у општини Враћевшница. У њој је од 1810. године радила школа којој је припадало и ово село. Надлежност црквене парохије манастира Враћевшница пружа се и на село Прњавор. Сеоска слава је Мали Спасовдан.
У ратовима у периоду од 1912. до 1918. године село је дало 56 ратника. Погинуло их је 18 а 38 је преживело.

## Демографија
У пописима село је 1910. године имало 326 становника, 1921. године 308, а 2002. године тај број је спао на 108.
У насељу Прњавор живи 86 пунолетних становника, а просечна старост становништва износи 45,1 година (44,1 код мушкараца и 46,0 код жена). У насељу има 34 домаћинства, а просечан број чланова по домаћинству је 3,15.
Ово насеље је великим делом насељено Србима (према попису из 2002. године).
|  |

| Демографија | Демографија | Демографија |
| Година      | Становника  | Становника  |
| ----------- | ----------- | ----------- |
| 1948.       | 288         |             |
| 1953.       | 240         |             |
| 1961.       | 218         |             |
| 1971.       | 174         |             |
| 1981.       | 153         |             |
| 1991.       | 166         | 160         |
| 2002.       | 107         | 108         |
| 2011.       | 133         |             |

| Етнички састав према попису из 2002.‍ | Етнички састав према попису из 2002.‍ | Етнички састав према попису из 2002.‍ | Етнички састав према попису из 2002.‍ | Етнички састав према попису из 2002.‍ |
| ------------------------------------ | ------------------------------------ | ------------------------------------ | ------------------------------------ | ------------------------------------ |
|                                      |                                      |                                      |                                      |                                      |
| Срби                                 | Срби                                 |                                      | 106                                  | 99,06%                               |
| Словаци                              | Словаци                              |                                      | 1                                    | 0,93%                                |
| непознато                            | непознато                            |                                      | 0                                    | 0,0%                                 |

| Година пописа     | 1948. | 1953. | 1961. | 1971. | 1981. | 1991. | 2002. |
| ----------------- | ----- | ----- | ----- | ----- | ----- | ----- | ----- |
| Број домаћинстава | 50    | 43    | 45    | 44    | 43    | 45    | 34    |

| Број чланова      | 1 | 2  | 3 | 4 | 5 | 6 | 7 | 8 | 9 | 10 и више | Просек |
| ----------------- | - | -- | - | - | - | - | - | - | - | --------- | ------ |
| Број домаћинстава | 6 | 10 | 3 | 5 | 8 | 2 | 0 | 0 | 0 | 0         | 3,15   |

| Пол    | Укупно | Неожењен/Неудата | Ожењен/Удата | Удовац/Удовица | Разведен/Разведена | Непознато |
| ------ | ------ | ---------------- | ------------ | -------------- | ------------------ | --------- |
| Мушки  | 48     | 13               | 28           | 5              | 2                  | 0         |
| Женски | 49     | 9                | 28           | 12             | 0                  | 0         |
| УКУПНО | 97     | 22               | 56           | 17             | 2                  | 0         |

| Пол    | Укупно                    | Пољопривреда, лов и шумарство | Рибарство                            | Вађење руде и камена | Прерађивачка индустрија       |
| ------ | ------------------------- | ----------------------------- | ------------------------------------ | -------------------- | ----------------------------- |
| Мушки  | 20                        | 7                             | 0                                    | 0                    | 4                             |
| Женски | 15                        | 2                             | 0                                    | 0                    | 5                             |
| УКУПНО | 35                        | 9                             | 0                                    | 0                    | 9                             |
| Пол    | Производња и снабдевање   | Грађевинарство                | Трговина                             | Хотели и ресторани   | Саобраћај, складиштење и везе |
| Мушки  | 0                         | 1                             | 3                                    | 1                    | 3                             |
| Женски | 0                         | 0                             | 1                                    | 1                    | 0                             |
| УКУПНО | 0                         | 1                             | 4                                    | 2                    | 3                             |
| Пол    | Финансијско посредовање   | Некретнине                    | Државна управа и одбрана             | Образовање           | Здравствени и социјални рад   |
| Мушки  | 0                         | 0                             | 0                                    | 0                    | 0                             |
| Женски | 0                         | 2                             | 0                                    | 2                    | 2                             |
| УКУПНО | 0                         | 2                             | 0                                    | 2                    | 2                             |
| Пол    | Остале услужне активности | Приватна домаћинства          | Екстериторијалне организације и тела | Непознато            | Непознато                     |
| Мушки  | 0                         | 0                             | 0                                    | 1                    | 1                             |
| Женски | 0                         | 0                             | 0                                    | 0                    | 0                             |
| УКУПНО | 0                         | 0                             | 0                                    | 1                    | 1                             |